# Ruslan Abishov
Ruslan Abishov (Azerbeidzjaans: Ruslan Abişov) (Bakoe, 10 oktober 1987) is een voetballer uit Azerbeidzjan. Hij speelt voor Roebin Kazan en het nationale elftal van Azerbeidzjan.